# Caspipina ferruginea
Caspipina ferruginea là một loài tò vò trong họ Ichneumonidae.